# Babe (Sugarland)
"Babe" je pjesma koju je snimio američki duo country glazbe Sugarland, s gostujućim vokalom američke kantautorice Taylor Swift. Izdao ga je Big Machine Records 20. travnja 2018. kao drugi singl sa šestog studijskog albuma Sugarlanda, Bigger (2018). "Babe" je country pop balada srednjeg tempa i pjesma za rastanak. Dospjela je na 2. mjesto Billboardove ljestvice digitalnih pjesama, na 8. mjesto na Billboardovoj Hot Country Songs i na 72. mjesto na Billboardovoj Hot 100.
Pjesmu su izvorno napisali Swift i Pat Monahan iz američkog benda Train, za Swiftin četvrti studijski album, Red (2012.); međutim, nije dospio na konačnu listu pjesama. Swift je ponovno snimila pjesmu za svoj drugi ponovno snimljeni album, Red (Taylor's Version) (2021).

## Pozadina
Patrick Monahan, osnivač rock grupe Train, prvi je put govorio o pjesmi tijekom intervjua za ABC News Radio 2013. Rekao je da kada je pitao Swift o suradnji na pjesmi za sljedeći album Traina, ona ga je zamolila da zajedno napišu pjesmu za njezin album Red (2012). Naposljetku, pjesma nije bila uključena na album, ali kada je Swift odlučila izdati deluxe verziju Red-a, Monahan je mislio da će konačno biti objavljena. Pjesma nije prethodno snimljena.
Popis pjesama s albuma, koji je objavljen 12. travnja 2018., pokazuje da je "Babe" jedina pjesma na albumu koju nisu zajednički napisali Kristian Bush i Jennifer Nettles iz Sugarlanda. To je također druga pjesma koju je Swift napisala za country grupu otkako je 2014. potpuno prešla na pop, nakon "Better Man" grupe Little Big Town, kao i prva country pjesma za koju je zaslužna kao izvođač od tog vremena.
Sugarland je rekao novinarima iza pozornice na 53. dodjeli nagrada Akademije country glazbe da je do suradnje došlo nakon što je Swift, koja je obožavateljica Sugarlanda, nazvala duo želeći raditi s njima. "Bila je dovoljno ljubazna da nam se obrati kad je čula da se vraćamo zajedno i snimamo ploču", rekao je Bush. "Rekla je: 'Imam pjesmu, bi li je htjeli snimiti?' A mi smo rekli: 'Uh, da!' Bili smo malo zabrinut. Nismo htjeli zabrljati!" Dvojac je smatrao da je to neobično iskustvo, budući da nikada nisu nikoga predstavili na svojim prošlim albumima. "Tako da nismo baš navikli to rješavati i nismo htjeli zabrljati. Nikome nismo rekli za to dok nismo završili i njoj se svidjelo." U videu Swift je objavila na Instagramu da je oduševljena što je pjesma "dobila svoj vlastiti život" i što ju je "Sugarland želio snimiti i napravio je sjajan posao s njom".
Swift je u kolovozu 2021. otkrila da će snimiti solo izvedbu pjesme "Babe" za ponovno snimanje Red-a, pod nazivom Red (Taylor's Version).

## Glazbeni video
Trailer za glazbeni video emitiran je tijekom dodjele CMT Music Awards 2018. i postavljen je na Sugarlandov YouTube kanal 6. lipnja 2018., dok je službeni glazbeni video premijerno prikazan 9. lipnja. Swift je imala originalnu ideju za koncept videa, a kao što je navedeno u dvojac Sugarland, okupili su se prije snimanja videa kako bi surađivali na idejama. Video do danas ima više od 30 milijuna pregleda na YouTubeu. 

### Sinopsis Video
Redatelj je Anthony Mandler, prikazuje Brandona Routha, Jennifer Nettles i Taylor Swift u glavnim ulogama. Routh i Nettles su bračni par dok Swift igra ulogu tajnice koja ima aferu sa svojim oženjenim šefom (Routh). Routh se kroz isječak prikazuje kao nevjerni muž, a na kraju ga otkriva Nettles. Međutim, kasnije se otkriva da su obje žene bile žrtve, pri čemu je Nettles prevarena, a Routh je Swift rekao da je voli i da joj je pisao ljubavna pisma, ali ju je kasnije napustio, slomivši objema ženama srca. Videozapis završava tako što Routh napušta Swiftinu kuću i pronalazi svoja ulazna vrata zaključana, a njegove stvari izbačene na travnjak. Nettles, sada sama i slobodna, liježe u krevet, spremna uživati u svom novom životu, a Routh odlazi, dok Kristian Bush, glumeći njihovog susjeda, svjedoči cijeloj stvari dok šeta svog psa.

## Zasluge i osoblje
Zasluge prilagođene sa Tidal usluge.
- Kristian Bush – producent, vokal, akustična gitara
- Jennifer Nettles – vokal, producent
- Taylor Swift – vokal, tekstopisac
- Patrick Monahan – tekstopisac
- Brandon Bush – producent, klavijatura, pomoć pri miksanju
- Julian Raymond – producent
- Zoe Rosen – producentica
- Brianna Steinitz – producentica
- Adam Chignon – mix inženjering
- Ted Jensen – glavni inženjer
- Tom Tapley – inženjer * Lars Fox – inženjer
- Nik Karpen – pomoć u miksanju
- Sean Badum – rekordna inženjerska pomoć
- Kevin Kane – rekordna inženjerska pomoć
- Paul Bushnell – bas * Victor Indrizzo – bubnjevi
- Tom Bukovac – električna gitara
- Chris Lord-Alge – miksanje
- Justin Schipper – čelična gitara

## Ljestvice
| Ljestvice                  | Najviša pozicija |
| -------------------------- | ---------------- |
| Kanada                     | 16               |
| Novi Zeland                | 10               |
| Sjedinjene Američke Države | 8                |
| UK                         | 72               |

## "Babe (Taylor's Version)"
Swift je ponovno snimila "Babe", s podnaslovom "(Taylor's Version) (From the Vault)", za svoj drugi presnimljeni album, Red (Taylor's Version), objavljen 12. studenog 2021. preko Republic Recordsa. Swift je objavila isječak ponovnog snimanja na Tumblr dan prije izlaska albuma. "Babe (Taylor's Version)" je ska-pop pjesma koja sadrži trube, saksofone i flaute kojih nije bilo u Sugarlandovoj verziji. Uključuje dodatne, ponavljajuće tekstove "Što je s tvojim obećanjima, obećanjima, obećanjima?" u pozadini.

### Zasluge i osoblje
Zasluge prilagođene sa Tidal usluge.
- Taylor Swift – vokal, pisanje pjesama, produkcija
- Patrick Monahan – tekstopisac
- Jack Antonoff – produkcija, akustična gitara, bas, električna gitara, klavijature, melotron, udaraljke, programiranje, bubnjevi, inženjering, snimanje
- Mikey Freedom Hart – akustična gitara, celesta, Hammond B3, električna gitara, slajd gitara, sintesajzer, inženjering
- Sean Hutchinson – bubnjevi, udaraljke, inženjerstvo
- Evan Smith – flauta, saksofon, inženjerstvo
- Michael Riddleberger – udaraljke, inženjerstvo
- Cole Kamen-Green – truba, inženjerstvo
- Serban Ghenea – miksanje
- Bryce Bordone – mix inženjering
- David Hart – inženjerstvo
- John Rooney – inženjering, inženjerska pomoć
- Laura Sisk – inženjering, snimanje
- Jon Sher – inženjerska pomoć
- Lauren Marquez – inženjerska pomoć

## Ljestvice
| Ljestvice                  | Najviša pozicija |
| -------------------------- | ---------------- |
| Kanada                     | 56               |
| Sjedinjene Američke Države | 21               |